# Мерен (Альтенкирхен)
Мерен (нем. Mehren) — община в Германии, в земле Рейнланд-Пфальц.
Входит в состав района Альтенкирхен-Вестервальд. Подчиняется управлению Альтенкирхен. Население составляет 490 человек (на 31 декабря 2010 года). Занимает площадь 3,67 км².